# سام روزين
سام روزين (بالإنجليزية: Sam Rosen)‏ هو معلق رياضي أمريكي، ولد في 12 أغسطس 1947.